# Épisodes de Shots Fired
Cet article présente le guide des dix épisodes de la série télévisée américaine Shots Fired.

## Généralités
- Aux États-Unis, la érie a été diffusée entre le 22 mars 2017 et le 24 mai 2017 sur le réseau Fox.
- Au Canada, la série a été diffusée en simultanée sur le réseau Citytv[1].

## Distribution

### Acteurs principaux
- Sanaa Lathan (VF : Annie Milon) : Ashe Akino, enquêtrice
- Stephan James (VF : Namakan Koné) : Preston Terry
- Helen Hunt (VF : Danièle Douet) : gouverneur Patricia Eamons
- Richard Dreyfuss (VF : Michel Papineschi) : Arlen Cox
- Stephen Moyer (VF : Guillaume Lebon) : lieutenant Calvert Breeland
- Will Patton (VF : Gérard Surugue) : shérif Daniel Platt
- Jill Hennessy (VF : Rafaèle Moutier) : Alicia Carr
- DeWanda Wise (VF : Jessica Monceau) : Shameeka Campbell
- Conor Leslie (VF : Barbara Beretta) : Sarah Ellis
- Tristan Wilds (VF : Donald Reignoux) : shérif adjoint Jushua Beck
- Clare-Hope Ashitey (VF : Dorothée Pousséo) : Kerry Beck
- Aisha Hinds (VF : Laura Zichy) : pasteur Janae James

### Acteurs secondaires
- Beau Knapp (VF : Paolo Domingo) : shérif adjoint Caleb Brooks
- Kylen Davis (VF : Simon Koukissa) : Shawn Campbell
- Edwin Findley (VF : Noémie Orphelin) : Shirlane
- Marqus Clae (VF : Julien Crampon) : Cory
- Mike Pniewski (VF : Bernard Bollet) : Julian Carroll
- Jacob Leinbach (VF : Jim Redler) : Jesse Carr
- Angel Bonanni (VF : Gilduin Tissier) : Javier Cano
- Alicia Sanz (es) (VF : Ariane Aggiage) : Paula Games
- Shamier Anderson (VF : Jean-Baptiste Anoumon) : Maceo Terry
- John Beasley (VF : Alain Azérot) : M. Dabney
- Don A. King (VF : Thierry Walker) : Dr. Koppel
- Yohance Myles (VF : Jean-Paul Pitolin) : Leon Grant
- DJames Jones (VF : François Pacôme) : Mercer
- Manny Perez (VF : Benjamin Pascal) : James Ruiz
- Anthony Dalton (VF : Sylvain Agaësse) : Anthony
- Brett Cooper (VF : Cerise Calixte) : Tess Breeland
- Antonique Smith (VF : Nathalie Bleynie) : Kiana Ward
- Erin Beute (VF : Élisabeth Fargeot) : Sandra Breeland
- Edwina Findley (en) (VF : Noémie Orphelin): Shriley

## Épisodes

### Épisode 1:La première heure
- États-Unis /  Canada : 22 mars 2017 sur Fox[2] / Citytv

- États-Unis : 4,7 millions de téléspectateurs[3] (première diffusion)

### Épisode 2:Trahison
- États-Unis /  Canada : 29 mars 2017 sur Fox / Citytv

- États-Unis : 3,77 millions de téléspectateurs[4] (première diffusion)

### Épisode 3:Sans mon fils
- États-Unis /  Canada : 5 avril 2017 sur Fox / Citytv

- États-Unis : 3,66 millions de téléspectateurs[5] (première diffusion)

### Épisode 4:La vérité
- États-Unis /  Canada : 12 avril 2017 sur Fox / Citytv

- États-Unis : 3,6 millions de téléspectateurs[6] (première diffusion)

### Épisode 5:Avant la tempête
- États-Unis /  Canada : 19 avril 2017 sur Fox / Citytv

- États-Unis : 3,19 millions de téléspectateurs[7] (première diffusion)

### Épisode 6:Le feu aux poudres
- États-Unis /  Canada : 26 avril 2017 sur Fox / Citytv

- États-Unis : 3,33 millions de téléspectateurs[8] (première diffusion)

### Épisode 7:Qui ils sont vraiment
- États-Unis /  Canada : 3 mai 2017 sur Fox / Citytv

- États-Unis : 3,1 millions de téléspectateurs[9] (première diffusion)

### Épisode 8:Toucher le fond
- États-Unis /  Canada : 10 mai 2017 sur Fox / Citytv

- États-Unis : 3,1 millions de téléspectateurs[10] (première diffusion)

### Épisode 9:Avance vers le Seigneur
- États-Unis /  Canada : 17 mai 2017 sur Fox / Citytv

- États-Unis : 2,91 millions de téléspectateurs[11] (première diffusion)

### Épisode 10:Dernière danse
- États-Unis /  Canada : 24 mai 2017 sur Fox / Citytv

- États-Unis : 3,41 millions de téléspectateurs[12] (première diffusion)